# フィリップ・バルバラン
フィリップ・バルバラン（Philippe Xavier Christian Ignace Marie Barbarin, 1950年10月17日 - ）
は、フランス出身のカトリック教会の枢機卿で、2020年3月までリヨン大司教であった。2003年に枢機卿に任命された。

## 人物

### 生い立ちから叙階まで
バルバランは1950年にモロッコのラバト（当時はフランス保護領）で生まれた。バルバラン家は大家族で、修道女になった2人の姉妹と4人の兄弟からなる兄弟姉妹がいる。
バルバランはパリで司祭になるための勉強をし、1977年12月17日に彼はロベール・ド・プロヴァンシェレ司教によって司祭に叙階された。

### 司牧活動
バルバランは1994年まで司牧活動にかかわった。この時は、彼はマダガスカルのw:Archdiocese of Fianarantsoaで神学を教えていた。

### 司教および大司教職
1998年10月1日、彼はムーラン司教に指名され、同年11月22日にイエズス会のフィリベール・ランドリアンボロロナ大司教によって司教叙階を受けた。
彼は2002年7月16日にリヨン大司教に推挙された。

### 枢機卿
2003年10月21日に教皇ヨハネパウロ2世によって枢機卿に任命された。
彼は教皇ベネディクト16世を選出した2005年のコンクラーヴェに有権枢機卿として参加、さらに教皇フランシスコを選出した2013年のコンクラーヴェにも参加している。さらに、彼は2030年の10月17日の80歳を迎えるまでコンクラーヴェに参加する資格を有する。加えて、彼は母語であるフランス語のほかにイタリア語、英語、スペイン語、ドイツ語とマダガスカル語を話すことができる。
2019年3月7日、バルバラン枢機卿は、リヨンのカトリックのサン・リュック・スカウト運動の指導者であったベルナール・プレナ神父が1980年代から1990年代にかけて未成年の少年たちに性的な接触をしていたことについて、これを告発しなかったとして執行猶予付き禁錮6月の判決を受けた。同日、枢機卿は辞意を表明し、3月18日に教皇フランシスコに会って辞職願を提出したが、枢機卿の弁護士団から控訴の意向があることを知らされていた教皇はこれを却下した。
2020年1月30日、リヨン控訴院は有罪判決を覆し枢機卿に無罪判決を下したが、同日に枢機卿は辞意を伝えると発表した。同年3月6日、教皇フランシスコは辞意を受け入れている。